# معركة رنكوس
معركة رنكوس هي معركة وقعت في يومي 8 و9 أبريل (نيسان) 2014 في سوريا خلال الحرب الأهلية السورية عندما هاجمت قوات الجيش السوري النظامي بلدة رنكوس التابعة لمحافظة ريف دمشق لاستعادتها من أيدي ميليشيات الجيش السوري الحر وجبهة النصرة وجبهة أحرار الشام.

## التسلسل الزمني للأحداث
خضعت بلدة رنكوس الواقعة في محافظة ريف دمشق، والتي بلغ عدد سكانها 20.000 نسمة لسيطرة ميليشات الجيش السوري الحر المنتسبة للمعارضة السورية في أعقاب اندلاع الحرب الأهلية السورية. واعتبارًا من نوفمبر (تشرين الثاني) 2013، بدأ الجيش السوري يشن هجمات لاستعادة السيطرة على منطقة القلمون الجبلية. وفي 16 مارس (آذار) 2013 استولى الجيش السوري على بلدة يبرود التي كانت تضم 50 ألف نسمة، والتي كانت بمثابة قاعدة خلفية للمتمردين، ففر ما يزيد عن 1500 متمرد باتجاه الحدود اللبنانية ووجدوا ملجأ في جبال عرسال، في حين تراجع متمردون آخرون إلى بلدات تلفيتا ورنكوس، غير أن الجيش السوري النظامي كان في أعقابهم.
في 8 أبريل (نيسان) 2014، نجحت قوات الجيش السوري النظامية في السيطرة على التلال المحيطة برنكوس وتقدمت نحو المدينة، كما تواجد عناصر ميليشيا حزب الله على الخطوط الأمامية وقام بتنفيذ عدة تفجيرات بدعم من الجيش السوري النظامي. ومن جانبها اتخذت ميليشيات الجيش السوري الحر مواقعها في المزارع الواقعة على أطراف المدينة. وبعد يومين من الاشتباكات، استعاد الجيش السوري النظامي سيطرته على البلدة، وتقدم في اليوم التاسع إلى الأحياء الشمالية وقات قواتها بدوريات في الحقول المحيطة، في حين تراجعت ميليشيات المتمردين بعد هزيمتها إلى بلدة الزبداني.

## الخسائر البشرية
أفاد مركز القلمون الإعلامي المناهض للنظام الحاكم في سوريا بمقتل 10 مقاتلين من حزب الله خلال معركة رنكوس. ووفقًا لما ذكره المرصد السوري لحقوق الإنسان فقد قُتل ما لا يقل عن 29 متمرداً في منطقة القلمون وفي المنطقة الشجرية بالغوطة الشرقية خلال 48 ساعة من هجوم قوات الجيش السوري على بلدة رنكوس.

## النتائج
بعد السيطرة على بلدة رنكوس، تمكّن الجيش السوري من السيطرة على ما يقرب من 90% من الحدود السورية مع لبنان، مما أضعف قدرة المتمردين على الحصول على تعزيزات من الرجال والأسلحة من لبنان.